# سفياتوسلاف فاكارجوك
سفياتوسلاف أيفانوفيج فاكارجوك: (بالأوكرانية: Святосла́в Іва́нович Вакарчу́к) من مواليد (14 مايو، 1975 مدينة زاكارباتيا أوبلاست، أوكرانيا) مغن وسياسي أوكراني، وهو قائد فرقة الروك (Okean Elzy) الموسيقية الأوكرانية، أكثر فرق الروك رواجا في أوكرانيا. وهو حاليًا عضو في البرلمان الأوكراني، عضو في لجنة السياسة الخارجية والتعاون البرلماني، أطلق حزبًا سياسيًا جديدًا يسمى (الصوت) في مايو 2019. ولديه درجة دكتوراه في الفيزياء النظرية.

## روابط خارجية
- سفياتوسلاف فاكارجوك على موقع IMDb (الإنجليزية)
- سفياتوسلاف فاكارجوك على موقع ميوزك برينز (الإنجليزية)
- سفياتوسلاف فاكارجوك على موقع ديسكوغز (الإنجليزية)
- سفياتوسلاف فاكارجوك على موقع كينوبويسك (الروسية)